# Andrés Salmón
Andrés Salmón (español) o André Salmon (francés) (París, 4 de octubre de 1881-Sanary-sur-Mer, 12 de marzo de 1969), fue un poeta, crítico de arte y escritor francés. Fue uno de los defensores del cubismo con Guillaume Apollinaire y Maurice Raynal.

## Biografía

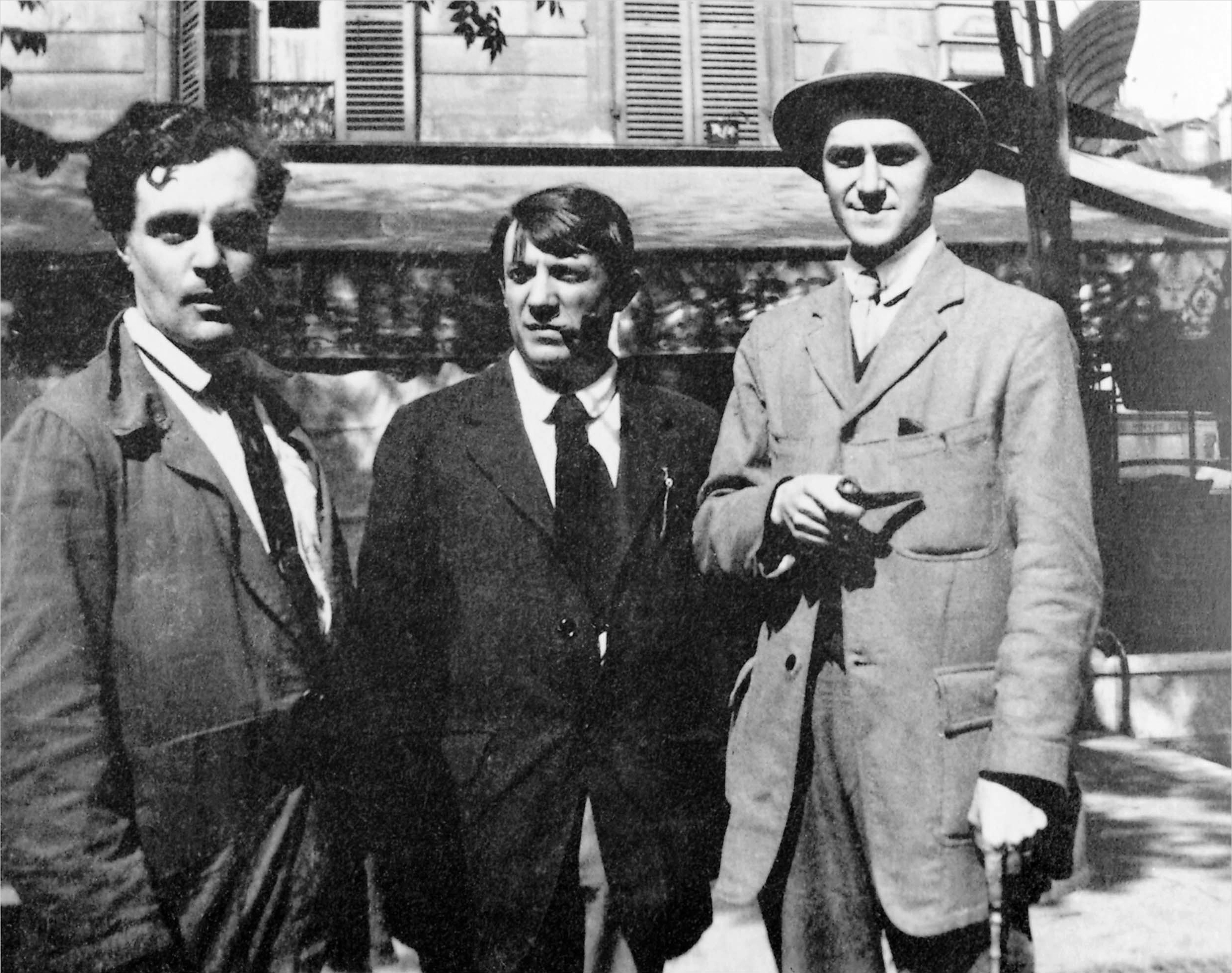
Amadeo Modigliani, Pablo Picasso y Andrés Salmón, 1916, frente al Café de la Rotonde.

Andrés Salmón nació en el XI Distrito de París, en el hogar de Julie Cattiaux y el grabador Emile Frédéric Salmon.
En 1896 se trasladó a San Petersburgo, con su padre y su abuelo paterno, Frédéric Salmon, también aguafuertista. Allí permaneció hasta 1902, tras servir como asistente en la cancillería del consulado francés. Ese año regresó a Francia para prestar el servicio militar, pero por su débil condición física fue despedido pocos meses después. 
A partir de ese momento se relacionó con los círculos literarios del Barrio Latino de París. Allí conoció al joven poeta Guillaume Apollinaire, entonces desconocido. Con Apollinaire y un grupo de jóvenes formaron un grupo artístico. 
En 1904 se trasladó Salmón al Bateau-Lavoir, junto con artistas como Picasso, Max Jacob, Amadeo Modigliani, Francisco Durrio, Paul Fort, y Apollinaire. Con ellos fundó la revista El Festín de Esopo, convirtiéndose en uno de los principales promotores del cubismo y las nuevas tendencias pictóricas.
El día de su matrimonio con la parisina Jeanne Blazy-Escarpette, el 13 de julio de 1909, Apollinaire le dedicó el que es considerado uno de los más bellos poemas al amor: Poème lu au mariage d’André Salmon. El pintor Moise Kisling hizo el retrato de la señora Salmón, obra que será rematada por la casa Christie's en el año 2013.

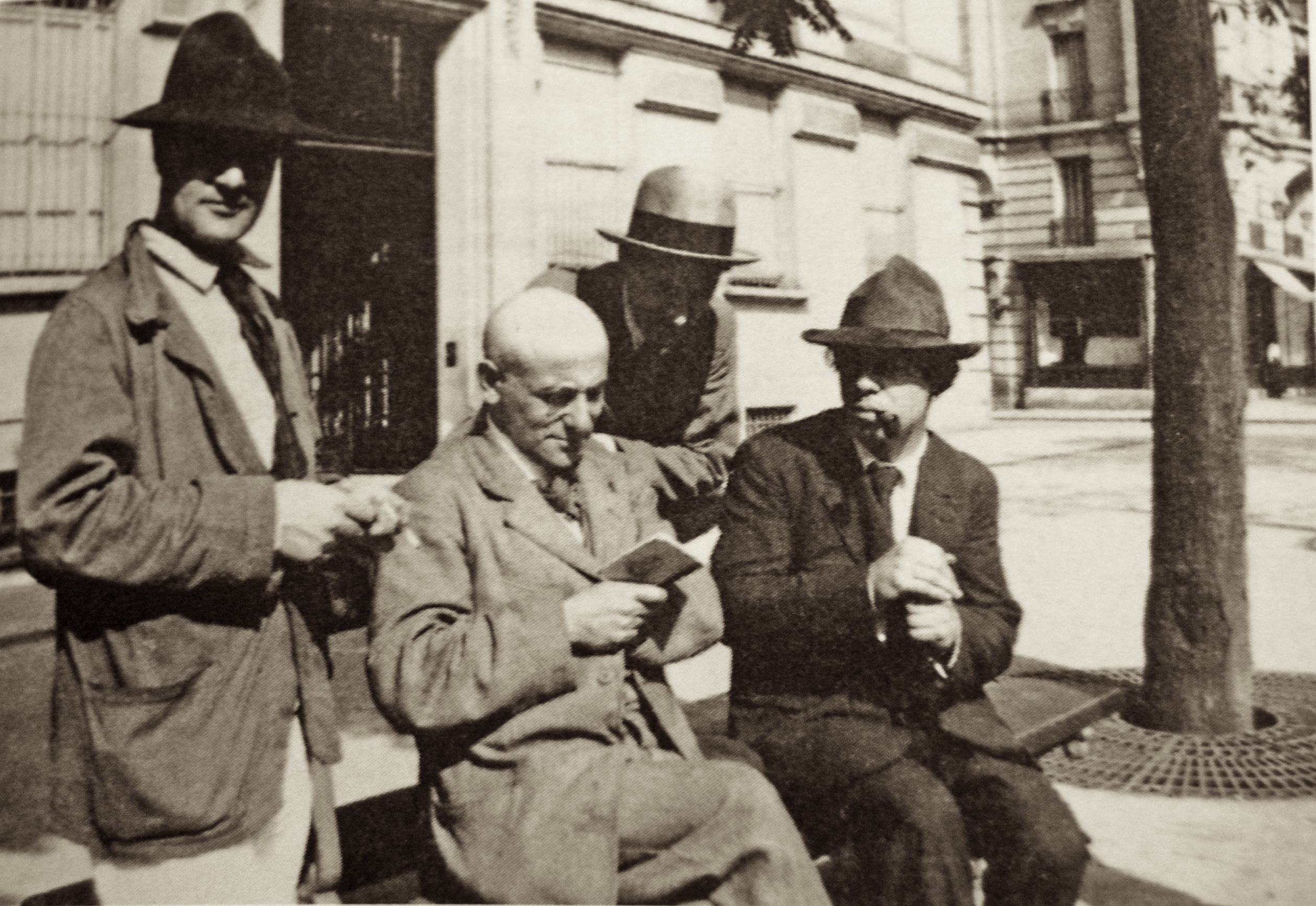
Andrés Salmón, Max Jacob, Amedeo Modigliani y Manuel Ortiz de Zárate en una calle de Montparnasse, 1916.

## Periodismo
Cuando León Blum era primer ministro, durante la guerra civil española, Andrés Salmón viajó como periodista varias veces a España.
Realizó Andrés Salmón trabajos para Le Petit Parisien, como su entrevista a Miguel de Unamuno de 1936, quien le confirmó su adhesión a la Suscripción Nacional por "la lucha de la civilización contra la barbarie."

## Crítico del arte
Como crítico, Salmón explícitamente reconoció a Antonia Matos no por el exotismo de su origen centroamericano, sino por su talento de pintora.

## Obra
Entre las numerosas obras de Salmón destacan: 

### Ensayo
- El arte vivo, 1920.
- Cézanne, 1923.
- El vagabundo de Montparnasse: vida y muerte del pintor A. Modigliani, 1939.

### Poesía
- Poemas, 1905;
- Fantasías, 1907;
- El libro y la botella, 1919;
- Prikaz, 1919;
- La edad de la humanidad, 1922),

Novela:
- La negra del Sagrado Corazón, 1920

### Memorias
- Recuerdos sin fin, 1955-1961

### Teatro
- Natchalo —con René Saunier—,puesta en escena por Henri Burguet, en el Théâtre des Arts, el 7 de abril de 1922.
- Dos hombres, una mujer —con R. Saunier—.
- Sangre de España —con R. Saunier—.

## Distinciones
La Academia Francesa le otorgó el Gran Premio de poesía en 1964.

## En la ficción
En Atmospheres Apollinaire (1998) de Mark Frutkin, Andrés Salmón es protagonista del cortejo fúnebre de Guillermo Apollinaire.